# Erica Dawson
Erica Dawson (* 24. Juli 1994 in Auckland) ist eine neuseeländische Seglerin.

## Erfolge
Erica Dawson war erst von 2013 bis 2017 in der Bootsklasse 49erFX und 2018 in der Klasse Laser Radial aktiv. Im 49erFX gelang ihr unter anderem ein dritter Platz bei den nationalen Meisterschaften 2015. Ab 2019 startete sie im Nacra 17 und nahm mit Micah Wilkinson an den 2021 ausgetragenen Olympischen Spielen 2020 in Tokio teil. Mit 130 Punkten beendeten sie die Regatta auf dem zwölften Platz. Ein Jahr darauf wurden sie bei den offenen Europameisterschaften in Aarhus Zweite. 2023 belegten Dawson und Wilkinson bei den Weltmeisterschaften den achten und bei den offenen Europameisterschaften den fünften Platz. Die Weltmeisterschaften 2024 schlossen sie auf Rang elf ab.
Bei den Olympischen Spielen 2024 in Paris gingen Dawson und Wilkinson ebenfalls gemeinsam an den Start. Sie belegten in der Regatta in dreien der ersten zwölf Wettfahrten den zweiten Platz und gingen mit 47 Punkten als Dritte ins abschließende Medal Race, punktgleich mit den Briten John Gimson und Anna Burnet. Da Gimson und Burnet wegen Frühstarts disqualifiziert wurden, genügte den beiden Neuseeländern ein achter Platz, um die Bronzemedaille zu gewinnen. Mit 63 Punkten belegten sie hinter den Olympiasiegern Ruggero Tita und Caterina Banti aus Italien, die 31 Punkte erzielt hatten, und den mit 55 Punkten zweitplatzierten Argentiniern Mateo Majdalani und Eugenia Bosco den dritten Platz.